# NGC 987
NGC 987 (другие обозначения — UGC 2093, MCG 5-7-21, MK 1180, ZWG 505.23, IRAS02338+3306, PGC 9911) — спиральная галактика с перемычкой в созвездии Треугольник. Открыта Уильямом Гершелем в 1784 году. Описание Дрейера: «тусклый, маленький, немного вытянутый объект, более яркий в середине, пёстрый, но детали неразличимы, к северо-западу видны две звезды 14-й величины».
Этот объект входит в число перечисленных в оригинальной редакции «Нового общего каталога».
Ядро галактики обладает повышенным излучением в ультрафиолетовой области и относится к галактикам Маркаряна под номером 1180. Галактика обладает обширной областью атомарного водорода HI.
NGC 987 входит крупное скопление галактик LDC 176 и HDC 152.